# ژیرنوفسک
شهر ژیرنوفسک (به روسی: Жирновск) در کشور روسیه و در اوبلاست ولگوگراد واقع شده‌است.